# Pântano Grande
Pântano Grande este un oraș în Rio Grande do Sul (RS), Brazilia.